# دون ديكسون
دون ديكسون (بالإنجليزية: Don Dixon) هو موسيقي وكاتب أغاني أمريكي، ولد في 13 ديسمبر 1950 في إيستون في الولايات المتحدة.

## وصلات خارجية
- دون ديكسون على موقع IMDb (الإنجليزية)
- دون ديكسون على موقع ميوزك برينز (الإنجليزية)
- دون ديكسون على موقع أول ميوزيك (الإنجليزية)
- دون ديكسون على موقع ديسكوغز (الإنجليزية)